# Кольцов Микола Костянтинович
Микола Костянтинович Кольцо́в (нар. 15 (3) червня 1872, Москва, Російська імперія — 2 грудня 1940, Ленінград, СРСР) — російський генетик, засновник Інституту експериментальної біології, дослідник клітинної біофізики і генетики. Академік ВАСГНІЛ, член-кореспондент АН СРСР. Передбачив принцип матричного синтезу молекул спадковості.

## Біографія
Народився в родині купця. Навчався в Московському університеті, який закінчив у 1895 році та здав іспити на ступінь магістра. Далі працював у лабораторії Вальтера Флеммінга в Кілі й на біологічних станціях в Неаполі, Роскові та Вілла-Франке. З 1899 працював на посаді приват-доцента в Московському університеті.
У 1901 захистив магістрську дисертацію «Розвиток голови міноги». З 1903 також викладав на Вищих московських жіночих курсах і в Народному університеті ім. А. Л. Шанявського. Під час студентських заворушень 1905-06 років підтримує студентів, відмовляється захищати написану докторську дисертацію. За це підлягає переслідуванням з боку адміністрації, включно зі своїм вчителем Михайлом Мензбіром. Але вже у 1911, коли Мензбір сам звільнився з університету на знак протесту проти політики міністерства народної освіти щодо університетської автономії, приймає його на Вищих жіночих курсах.
У 1907 одружується з Марією Садовниковою.
Член-кореспондент Петербурзької та Російської академій наук з 1916 року, академік ВАСГНІЛ з 1929 року.
Заснував та керував Інститутом експериментальної біології (1917—1939). У 1920 році заарештований та засуджений до смертної кари, проте звільнений наказом Леніна за заступництва Максима Горького і Луначарського. Голова Російського євгенічного товариства. У кінці 1930-х піддавався переслідуванням.
Помер у грудні 1940 року.

## Науковий внесок
Вперше описав внутрішньоклітинний цитоскелет. Вивчав хімічні основи спадковості. Передбачив вплив іонізуючої радіації на мутагенез та принцип матричного синтезу хромосом (хоча помилково вважав гени білковими структурами).

## Вшанування пам'яті
Інститут експериментальної біології був названий іменем Кольцова.